# Eutrichota melanderi
Eutrichota melanderi är en tvåvingeart som först beskrevs av Huckett 1966.  Eutrichota melanderi ingår i släktet Eutrichota och familjen blomsterflugor.
Artens utbredningsområde är Kalifornien. Inga underarter finns listade i Catalogue of Life.